# عين الحلوة
عين الحلوة إحدى القرى اللبنانية في قضاء صيدا (محافظة الجنوب). وقد أُقيم على أرض البلدة مخيم للاجئين الفلسطينيين في لبنان أصبح معروفاً بمخيم عين الحلوة.